# カレル・ドールマン級フリゲート
カレル・ドールマン級フリゲート（カレル・ドールマンきゅうフリゲート、オランダ語: Karel Doorman klasse fregatten、英: Karel Doorman class frigate）は、オランダ海軍のフリゲートの艦級。汎用フリゲート（Multipurpose-fregatten）を略してM級フリゲート（蘭: M-fregatten）とも呼ばれる。

## 来歴
本級の計画は、1978年より、ルーフディア級6隻の代替艦として着手されていた。当初計画では、コルテノール級（S級）をスケールダウンした基準1,900トン・全長111.8メートルの小型フリゲートを4隻建造することとされていた。これらの艦は北海において平時の哨戒および水産保護にあたる予定であったが、同時に、コルテノール級（S級）とともに北大西洋で対潜戦にあたることも想定されていた。
しかし後に計画は修正され、より大型のファン・スペイク級6隻の更新も兼ねることとなり、艦型は大型化し、建造数も倍増した。設計は1983年に認可され、これらの建造は1984年に策定された10ヶ年艦隊整備計画に盛り込まれた。まず1984年2月29日にルーフディア級の更新分となる前期建造分4隻が、続いて1986年4月10日にファン・スペイク級の更新分となる後期建造分4隻が発注された。なおS級の建造終了後の造船所の仕事量を確保するため、発注は当初の計画より早められた。またファン・スペイク級は、本級のための予算を確保するため、早期退役を余儀なくされた。

## 設計
本級は、外洋域での作戦に堪える最低限の対潜護衛艦として設計されており、当初計画よりもだいぶ大型化したとはいえ、コルテノール級（S級）よりは小さく、また性能的にもわずかに劣るものとなっている。設計にあたっては、レーダー反射断面積（RCS）や赤外線輻射の低減によるステルス化、またNBC防護措置が導入された。減揺装置としては、従来のフィンスタビライザーにかわり、舵に減揺機能を組み込む方式とされている。
搭載艇としては複合艇3隻が搭載された。また海兵隊員30名の便乗に対応している。
艦型の縮小に伴い、巡航機はストーク-バルチラ12SWD280ディーゼルエンジン（4,225 hp (3.2 MW)）、高速機もS級のオリンパスと比して出力は低いが燃費に優れたロールス・ロイス スペイSM1Aガスタービンエンジン（18,770 hp (14.0 MW)）に変更され、CODOG方式で2軸の可変ピッチ・プロペラを駆動することとされた。また2番艦以降では、SM1Aにかわり、出力向上型のSM1C（24,485 hp (18.3 MW)）が搭載され、1番艦でも後にバックフィットされた。
なお電源としては、出力650キロワットのディーゼル主発電機4基と、出力120キロワットのディーゼル非常発電機1基が搭載された。

## 装備

### C4ISR
戦術情報処理装置は、新世代のSEWACO VIIが採用された。ただし開発の遅延から、ネームシップは戦術情報処理装置を搭載せずに就役しており、まず1992年1月より漸進的なSEWACO VII(A)が、また1994年中盤よりフルスペックのSEWACO VII(B)が装備化された。戦術データ・リンクとして、リンク10・11およびリンク 16に対応している。またアメリカのAN/WSC-6をベースとした衛星通信装置も搭載されている。
レーダーとしては、当初、早期警戒用としてLバンドのLW-08、目標捕捉用としてSバンドのDA-08を搭載していた。また1992年より、DA-08は3次元式のSMART-Sに換装されていき、後の建造艦では当初よりこちらを搭載した。また1997年には、低被探知性を備えた対水上捜索用レーダーであるスカウトが追加搭載された。
ソナーとしては7キロヘルツ級のPHS-36をバウ・ドームに収容して搭載した。また超低周波による長距離探知に対応したDSBV-61曳航ソナーも後日装備されており、1994年までに全艦に搭載された。

### 武器システム
武器システムは、基本的にはコルテノール級（S級）に準じた能力であるが、一部で更新を図ったものとなっている。個艦防空ミサイル（短SAM）はS級と同じシースパローだが、S級では旋回・俯仰式のMk.29が用いられていたのに対し、本級では垂直発射式のMk.48 mod.1（16セル）に変更された。このVLSは、格納庫左側舷の甲板上にまとめられており、当初は剥き出しに搭載されていたが、後にステルス性や抗堪性の観点から、防護板が設置された。
艦砲はS級と同様に62口径76mm単装速射砲（76mmコンパット砲）を船首甲板に1基搭載する。また上部構造物後端部には、近接防空用として、GAU-8 30mmガトリング砲を用いたゴールキーパーCIWSも搭載されるほか、近距離用として20mm単装機銃も装備される。なお短SAMと艦砲は、戦術情報処理装置のサブシステムであるMWCS（Multi-Weapon Control System）による管制を受ける。火器管制レーダーとしてはSTIR-18が2基搭載されている。
対艦兵器はアメリカ製のハープーン艦対艦ミサイル（SSM）、対潜兵器は後部上部構造物内に固定装備された324mm連装魚雷発射管（Mk.32 mod.9）およびMk.46 mod.5短魚雷と、いずれもS級と同構成である。
船尾甲板は22×14.4メートルのヘリコプター甲板とされている。艦載機としてはリンクスSH-14D哨戒ヘリコプターが搭載された。また後に、より大型のNFH-90の運用にも対応したほか、チリ海軍ではクーガーを搭載している。

### 電子戦
電子戦装置としては、アメリカのアルゴ社（ARGOSystems）のAPECS-II/AR-700電波探知妨害装置が搭載された。これは電子戦支援用のAR-700電波探知装置と電子攻撃用のAPECS-II（Advanced Programmable Electonic Countermeasure System）電波妨害装置を統合したもので、後にポルトガル海軍のヴァスコ・ダ・ガマ級フリゲートやギリシャ海軍のイドラ級フリゲート、韓国海軍の広開土大王級駆逐艦でも採用された。ただしAPECS-IIの開発遅延により、初期建造艦では後日装備となっている。

## 同型艦

### 一覧表
| オランダ海軍 | オランダ海軍                                                   | オランダ海軍        | オランダ海軍    | オランダ海軍    | オランダ海軍    | オランダ海軍       | 退役/再就役後      | 退役/再就役後      | 退役/再就役後                                         | 退役/再就役後      |
| #            | 艦名                                                           | 造船所              | 起工            | 進水            | 就役            | 退役               | 再就役先           | #                  | 艦名                                                  | 再就役             |
| ------------ | -------------------------------------------------------------- | ------------------- | --------------- | --------------- | --------------- | ------------------ | ------------------ | ------------------ | ----------------------------------------------------- | ------------------ |
| F827         | カレル・ドールマン HNLMS Karel Doorman                         | ロイヤル・ シェルデ | 1985年 2月26日  | 1988年 4月20日  | 1991年 5月31日  | 2006年             | ベルギー海軍       | F930               | レオポルド1世 BNS Leopold I                           | 2007年 3月29日     |
| F828         | ファン・スペイク HNLMS Van Speijk                              | ロイヤル・ シェルデ | 1991年 1月10日  | 1994年 3月26日  | 1995年 9月7日   | オランダ海軍で現役 | オランダ海軍で現役 | オランダ海軍で現役 | オランダ海軍で現役                                    | オランダ海軍で現役 |
| F829         | ウィレム・ファン・デル・ザーン HNLMS Willem van der Zaan       | ロイヤル・ シェルデ | 1985年 11月6日  | 1989年 1月21日  | 1991年 11月28日 | 2006年 8月25日     | ベルギー海軍       | F931               | ルイーズ・マリー BNS Louise-Marie                     | 2008年 4月8日      |
| F830         | チェリク・ヒッデス HNLMS Tjerk Hiddes                          | ロイヤル・ シェルデ | 1986年 10月28日 | 1989年 12月9日  | 1992年 12月3日  | 2006年 2月3日      | チリ海軍           | FF18               | アルミランテ・リベロス CNS Almirante Riveros          | 2007年             |
| F831         | ファン・アムステル HNLMS Van Amstel                            | ロイヤル・ シェルデ | 1988年 5月3日   | 1990年 5月19日  | 1993年 5月27日  | オランダ海軍で現役 | オランダ海軍で現役 | オランダ海軍で現役 | オランダ海軍で現役                                    | オランダ海軍で現役 |
| F832         | アブラハム・ファン・デル・フルスト HNLMS Abraham van der Hulst | ロイヤル・ シェルデ | 1989年 2月8日   | 1991年 9月7日   | 1993年 12月15日 | 2004年             | チリ海軍           | FF15               | ブランコ・エンカラーダ CNS Blanco Encalada            | 2005年 12月16日    |
| F833         | ファン・ネス HNLMS Van Nes                                     | ロイヤル・ シェルデ | 1990年 1月10日  | 1992年 6月16日  | 1994年 6月2日   | 2008年             | ポルトガル海軍     | F333               | バルトロメウ・ディアス NRP Bartolomeu Dias            | 2009年 1月16日     |
| F834         | ファン・ハレン HNLMS Van Galen                                 | ロイヤル・ シェルデ | 1990年 6月7日   | 1992年 11月21日 | 1994年 12月1日  | 2009年             | ポルトガル海軍     | F334               | フランシスコ・デ・アルメイダ NRP Francisco de Almeida | 2010年 1月15日     |

### 運用史
このように、先進的な装備を小型の船体に搭載した本級であるが、低強度紛争に用いるには複雑化し、人員も数多く必要とすることから、15年未満の就役期間で海外への売却が進められ、2009年現在、オランダ海軍においては、2隻が残存するのみである。退役した6隻は、ベルギー・チリ・ポルトガルの各国海軍で運用を継続している。
2004年、「チェリク・ヒッデス」と「アブラハム・ファン・デル・フルスト」はチリ海軍に売却され、それぞれ「アルミランテ・リベロス」、「ブランコ・エンカラーダ」と命名されて再就役した。
2005年7月20日には、「カレル・ドールマン」と「ウィレム・ファン・デル・ザーン」がベルギー海軍に売却され、ブルガリアへの売却が提案されているウィーリンゲン級フリゲートの代艦として、それぞれ「レオポルド1世」、「ルイーズ・マリー」と命名されて再就役した。
2006年11月1日、「ファン・ネス」と「ファン・ハレン」がポルトガル海軍へ売却され、それぞれ「バルトロメウ・ディアス」、「フランシスコ・デ・アルメイダ」と命名されて再就役した。